# Diferenciació competitiva
La diferenciació competitiva és l'oferta en un mercat de productes i serveis diferents de les dels seus competidors.

## Objectiu
Es tracta de crear un avantatge competitiu jugant sobre característiques d'interès per a alguns clients que no estan completament a gust al que ofereixen altres empreses, o simplement volen diferenciar-se de la massa d'altres consumidors o usuaris. Es pot tractar de vegades de mers detalls o matisos que fan que aquests clients pensen que estan rebent alguna cosa extra.
Un exemple particularment notable és el dels ordinadors Macintosh respecte als PC.